# イグレス
イグレスは田宮模型（現・タミヤ）が生産していた電動ラジコンバギー（RCカー）。
田宮模型の電動オフロードバギー「アバンテ」系の最上級仕様として、1989年の静岡ホビーショーで発表された製品である。前年（1988年）の全日本選手権で好成績を収めたアバンテ改良試作車を量産化したものであり、1989年の全日本選手権では4位入賞と前年を上回る成績を示した。

## メカニズム
- シャーシ構造：カーボンファイバー（C-FRP）製ダブルデッキ構造
- フロントサスペンション：ダブルウィッシュボーン独立懸架、オイル封入式ダンパー装備（コイルオーバー）
- フロントタイヤ：中空ラバー、ピンスパイクパターン
- リヤサスペンション：マルチリンク独立懸架、オイル封入式ダンバー装備（コイルオーバー）
- リアタイヤ：中空ラバー、ピンスパイクパターン
- 駆動方式：シャフト駆動式4WD
- モーター：ミッドシップ、後部ギアボックス左に装備（別売）
- デファレンシャルギア：フロントおよびリア…ボールスラスト式、センター…トルクスプリッター
- 搭載バッテリー（別売り）：7.2Vストレートパックを縦置きで搭載
- ボディ：ポリカーボネート製

## 車名の由来
英語で「超越する」を意味するEgressに由来する。

## 長所
- 耐久性に優れる航空機用素材の採用

アバンテと比較して最も改良されたのが、耐久性に優れる航空機用素材の採用である。先行販売されたカーボンファイバー製メインシャーシや、チタニウム合金製のねじ類をはじめ、航空機向けとして当時珍重された素材をふんだんに使用したため、十分な耐久性を確保することに成功した。また剛性も向上したため、当時発売していたモーターのみならず、より高出力のモーターにも対応する設計となっている。
- 優れた駆動効率と整備性

基本的にはアバンテの駆動系統をそのまま流用しており、整備性の優秀さはアバンテと同等だが、本製品ではオプション扱いになっていた前後のボールスラスト式デファレンシャルおよびトルクスプリッターを、標準装備として採用したため、よりレース向けの仕様になっている。この改良は元々優秀な駆動効率をさらに向上させ、結果として直線およびコーナリング時における動力性能の向上を実現することになった。なお、基本的な特徴についてはアバンテの項を参照のこと。
- 切れ味を増したステアリング機構

素材変更や駆動系統の改良ばかりが強調された本製品だが、もうひとつ重要な改良点として、オプションとして先行発売された「レーシングステア」の標準装備化が挙げられる。ステアリングワイパーにボールベアリングを合計8個組み込むことにより、従来製品とは比較にならぬほどステアリング機構の動作が軽くなったことで、潜在的に秘めていたコーナリング性能を最大限発揮できるようになった。この機構はアバンテ2001でも、ほぼ同様の形で導入されたほか、その後の製品にも影響を与えることになった。
- 一新されたアンダーカウルと大型リアウイング

コンバージョンキットから遅れること約半年経過した本製品において、アンダーカウルがようやく一新された。これにより、底面部のフラットボトム化とともに防塵性も確保された。なおレース対応などの都合から、新型アンダーカウル装着時は後部バンパーを外すことになる。またリアウイングも強度を上げ大型化した物に改められ、ダウンフォース増加によりコーナリング性能をいっそう向上させることになった。

## 短所
- 軽くできなかった総重量

当時としては望みうる限りの軽量素材をふんだんに使用したにもかかわらず、総重量を1700g以下に収めることは至難の業であった。致命的な欠点でないことは全日本選手権での結果が物語っており、細部に至る徹底した改良は決して無駄ではなかったとはいうものの、構造上これ以上の軽量化は困難であり、後述する理由も含めマンタレイ系の新規開発へと踏み切る理由となった。
- 高級化の限界

総重量の高止まりよりも深刻だったのは、むしろ軽量素材の採用による製造コスト増大を、販売価格へ転嫁せざるを得なくなったために生じた高額化だった。バブル景気真っ只中の当時とはいえ、京商のターボオプティマミッドスペシャルをも上回るキット定価は、これ以上のオプション装備が不要であることを差し引いても割高感を否めなかった。一方、本製品の登場により、田宮製品のなかでアバンテ系とそれ以外の系統との性能差が決定的となり、アバンテ系に移行できないユーザーのラジコン離れを生じることにもなった。

## 製造終了
オプション満載で真のレース対応車として期待されたイグレスは、廉価版アバンテ2001ともども1990年いっぱいまで一線級マシンとして認知されていたが、高級化路線に限界が生じたことに加え、バブル景気の崩壊に伴う不況、さらにマンタレイ系のレース仕様車トップフォース登場により、製造終了となった。

## 復刻販売
販売終了となったイグレスだが、復刻販売の要望があったことから、2013年秋に「イグレス2013」として数量限定で再発売された
以下、変更点
壊れやすかったフロントサスペンションのハブキャリアを、アルミダイキャストからジュラルミン削り出しに材質変更。
シャーシの材質を、ウエットカーボンからドライカーボンに変更したことで捻り剛性向上。
ホイールハブをセレーションタイプからピンタイプ、クランプ式に変更したことで、現行車のホイールが装着可能に。
ダンパーステーもFRPからカーボンに材質変更し強度アップ。
ダンパー最下部にエンドキャップを設け、この中にオイルシールを内蔵することでメンテナンス性を向上。
ドライブシャフトは駆動効率に優れる前後ユニバーサルジョイント採用。
バッテリーの搭載位置を見直し、最新のLi-Po（リチウムイオンポリマー）バッテリー、Li-Fe（リチウムフェライト）バッテリーに対応。
チタンビスを一般的なスチールビスに変更。

。

## 同系統の製品
- アバンテ
- バンキッシュ
- アバンテ2001